# Elihu Thomson
Elihu Thomson (Manchester, 29 marzo 1853 – Swampscott, 13 marzo 1937) è stato un ingegnere e inventore statunitense di origine inglese, che ebbe un ruolo determinante nella fondazione delle più importanti società elettriche negli Stati Uniti, nel Regno Unito e in Francia.

## I primi anni
Thomson nacque a Manchester (Inghilterra) il 29 marzo 1853, ma la sua famiglia si trasferì a Filadelfia (Stati Uniti) nel 1858. Frequentò la Central High School a Philadelphia e si laureò nel 1870. Thomson prese un incarico d'insegnamento alla Central, e nel 1876, all'età di ventitré anni, ottenne la Cattedra di Chimica. Nel 1880, lasciò la Central per continuare la ricerca nel campo emergente dell'ingegneria elettrica.

## Innovazioni elettriche
Con Edwin J. Houston, un ex insegnante e in seguito collega di Thomson alla Central High School, Thomson fondò la Thomson-Houston Electric Company. Invenzioni notevoli create da Thomson durante questo periodo includono un sistema di illuminazione ad arco, una dinamo a tre bobine a regolazione automatica, uno scaricatore magnetico per i fulmini e un trasformatore locale di potenza. Nel 1892 la Thomson-Houston Electric Company si fuse con la Edison Electric Light Company per diventare la General Electric Company. Lo storico Thomas P. Hughes scrisse che Thomson "mostrava caratteristiche metodologiche da inventore nell'officina e nel laboratorio e da imprenditore nel mondo degli affari. Egli scelse anche di risolvere i problemi nel mondo in rapida espansione della luce e dell'energia elettrica". Il nome di Thomson è inoltre ricordato dalla British Thomson-Houston Company (BTH) e dalle compagnie francesi Thomson e Alstom.
Thomson fu degno di nota sia per la sua enfasi sui modelli che per la particolare attenzione con la quale perseguiva le sue ricerche, riferendosi alla sua officina come a una "stanza di modelli" piuttosto che a un laboratorio. Tra il 1880 e il 1885, Thomson produsse una media di ventuno domande di brevetto all'anno, raddoppiando quella media tra il 1885 e il 1890. Quando la compagnia sua omonima si fuse per formare la General Electric, Thomson spostò il suo laboratorio vicino a Boston lontano dalla sede della GE per garantirsi il controllo sulle sue ricerche. Dopo la richiesta di diventare direttore della GE, Thomson rifiutò l'offerta preferendo continuare la ricerca alla dirigenza.

## Onorificenze
Fu il primo destinatario della Medaglia Edison dell'American Institute of Electrical Engineers (AIEE) (ora Institute of Electrical and Electronics Engineers (IEEE)), conferitagli nel 1909 "per la meritoria conquista nella scienza elettrica, nell'ingegneria e nelle arti esemplificata nei suoi contributi a tal fine durante gli ultimi trent'anni". Vicino alla fine della sua vita, si racconta che la seconda moglie di Thomson, Clarissa Hovey, abbia detto che doveva portare con lei un cesto per trasportare tutti i premi e le onorificenze di Thomson.

## Vita successiva
Fu un membro fondatore, oltre che secondo presidente, della Commissione Elettrotecnica Internazionale.
Svolse le funzioni di presidente del MIT nel 1920-1923. Thomson, superando la sua avversione per la direzione, durante un periodo critico per l'università in cui non riusciva a trovare altrimenti un presidente.
Thomson morì presso la sua tenuta a Swampscott (Massachusetts). La Elihu Thomson House a Swampscott fu designata sito nazionale statunitense di interesse storico (National Historic Landmark) nel 1976.

## Brevetti
Thomson ottenne più di 700 brevetti. Thomson usò i suoi brevetti per sostenere la sua compagnia, la Thomson-Houston Company, in seguito General Electric.
- (EN)  US261790, United States Patent and Trademark Office, Stati Uniti d'America. Lampada elettrica ad arco
- (EN)  US283437, United States Patent and Trademark Office, Stati Uniti d'America. Lampada elettrica
- (EN)  US297200, United States Patent and Trademark Office, Stati Uniti d'America. Lampada elettrica ad arco
- (EN)  US302963, United States Patent and Trademark Office, Stati Uniti d'America. Regolatore per macchine elettriche con dinamo
- (EN)  US335159, United States Patent and Trademark Office, Stati Uniti d'America. Sistema di distruzione elettrica
- (EN)  US350956, United States Patent and Trademark Office, Stati Uniti d'America. Compensatore automatico per magneti
- (EN)  US367469, United States Patent and Trademark Office, Stati Uniti d'America. Sistema di distribuzione elettrica
- (EN)  US360122, United States Patent and Trademark Office, Stati Uniti d'America. Sistema di distribuzione elettrica
- (EN)  US403707, United States Patent and Trademark Office, Stati Uniti d'America. Processo di saldatura elettrica
- (EN)  US451345, United States Patent and Trademark Office, Stati Uniti d'America. Metodo di saldatura elettrica
- (EN)  US461144, United States Patent and Trademark Office, Stati Uniti d'America. Lampada elettrica ad arco
- (EN)  US461856, United States Patent and Trademark Office, Stati Uniti d'America. Modalità di costruzione degli strumenti
- (EN)  US478145, United States Patent and Trademark Office, Stati Uniti d'America. Lampada elettrica ad arco
- (EN)  US488585, United States Patent and Trademark Office, Stati Uniti d'America. Lampada elettrica ad arco
- (EN)  US500629, United States Patent and Trademark Office, Stati Uniti d'America. Interruttore elettrico
- (EN)  US508647, United States Patent and Trademark Office, Stati Uniti d'America. Sistema di illuminazione elettrica
- (EN)  US501114, United States Patent and Trademark Office, Stati Uniti d'America. Scaricatore a terra per fulmini
- (EN)  US502788, United States Patent and Trademark Office, Stati Uniti d'America. Regulatore per generatori elettrici
- (EN)  US518291, United States Patent and Trademark Office, Stati Uniti d'America. Modalità di raffreddamento dei motori elettrici
- (EN)  US735621, United States Patent and Trademark Office, Stati Uniti d'America. Motore elettrostatico
- (EN)  US1078225, United States Patent and Trademark Office, Stati Uniti d'America. Saldatura elettrica di lastre di metallo

## Vita personale
Matrimonio 1) Mary Louise Peck, nata: 1º giugno 1856 a New Britain, Contea di Hartfort, Connecticut. Sposata 1º maggio 1884. Figli:
- Stuart Thomson, nata: 13 agosto 1886
- Roland Davis Thomson, nato: 17 giugno 1888
- Malcolm Thomson, nato: 30 agosto 1891
- Donald Thurston Thomson, nato: 10 aprile 1893.[7]

2) Clarissa Hovey Thomson.